# Élincourt
Élincourt település Franciaországban, Nord megyében. Lakosainak száma 618 fő (2022. január 1.). Élincourt Prémont, Serain, Walincourt-Selvigny, Clary, Dehéries, Malincourt és Maretz községekkel határos.

## Népesség
A település népességének változása:
| Lakosok száma | 633  | 634  | 632  | 625  | 624  | 625  | 630  | 631  | 618  |
|               | 2013 | 2015 | 2016 | 2017 | 2018 | 2019 | 2020 | 2021 | 2022 |